# Marcinkowo (Grunwald)
Marcinkowo (deutsch Mertinsdorf) ist ein Dorf in der polnischen Woiwodschaft Ermland-Masuren. Es gehört zur Gmina Grunwald (Landgemeinde Grünfelde) im Powiat Ostródzki (Kreis Osterode in Ostpreußen).

## Geographische Lage
Marcinkowo liegt im südlichen Westen der Woiwodschaft Ermland-Masuren, 22 Kilometer südlich der Kreisstadt Ostróda (deutsch Osterode in Ostpreußen).

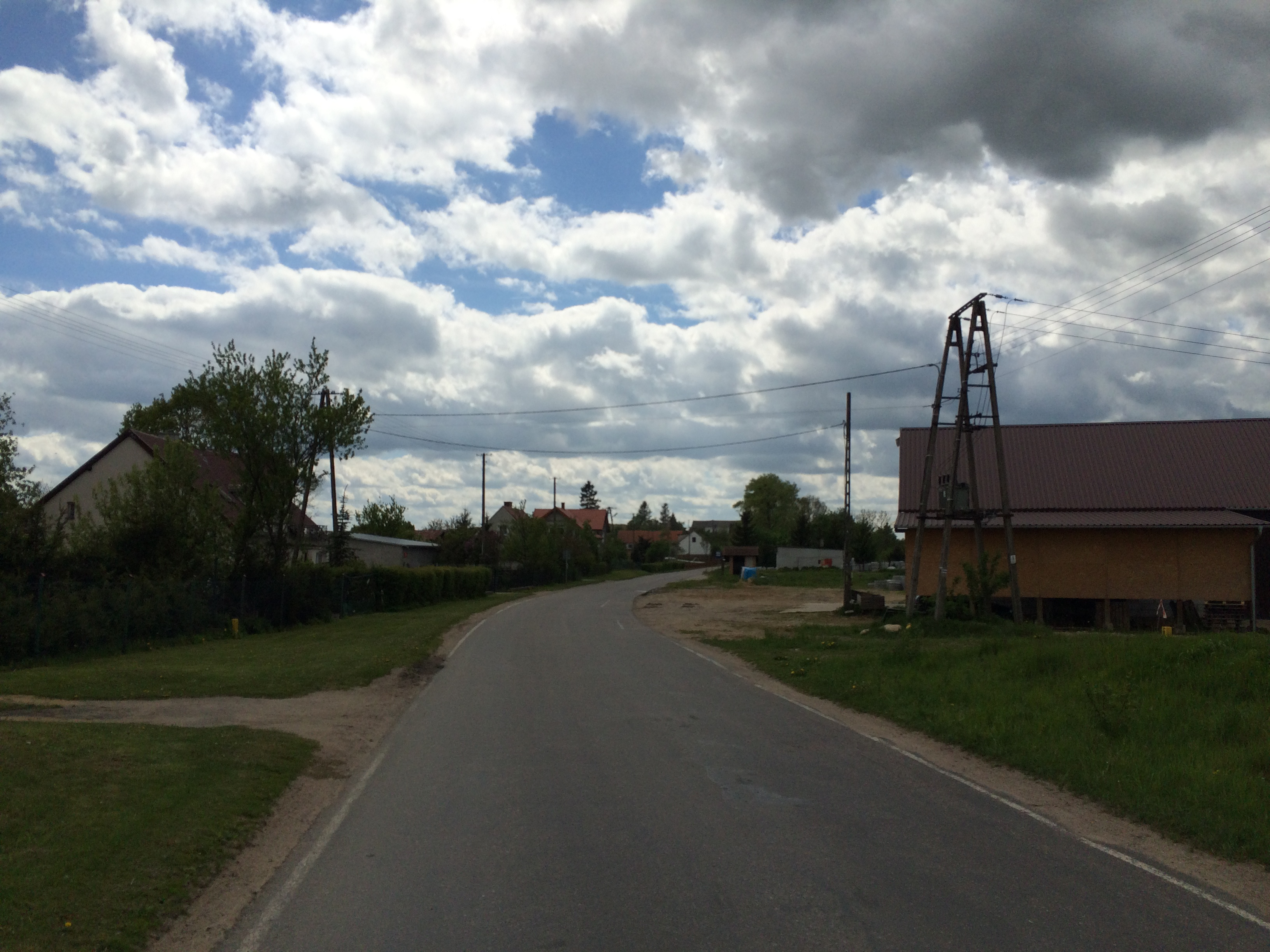
Hauptstraße in Marcinkowo

## Geschichte
Mertinsdorf wurde 1473 als Märtinsdorf das erste Mal erwähnt und nach 1785 Mertensdorf genannt. Der Gutsbezirk Mertinsdorf kam 1874 zum neu errichteten Amtsbezirk Frögenau (polnisch Frygnowo) im Kreis Osterode in Ostpreußen der preußischen Provinz Ostpreußen. Am 6. Mai 1878 schlossen sich die Gutsbezirke Mertinsdorf und Udzikau (1938 bis 1945 Mertinsfelde, polnisch Udzikowo) zur neuen Landgemeinde Mertinsdorf zusammen. Die Zahl der Einwohner belief sich 1910 auf 315, 1933 auf 275 und 1939 auf noch 244.
1945 kam Mertinsdorf in Kriegsfolge zusammen mit dem ganzen südlichen Ostpreußen zu Polen. Das Dorf erhielt die polnische Namensform „Marcinkowo“ und ist heute eine Ortschaft innerhalb der Gmina Grunwald (Landgemeinde Grünfelde) mit Sitz in Gierzwałd (Geierswalde) im Powiat Ostródzki (Kreis Osterode in Ostpreußen), bis 1998 der Woiwodschaft Olsztyn, seither der Woiwodschaft Ermland-Masuren mit Sitz in Olsztyn (Allenstein) zugehörig.

## Kirche
Mertinsdorf war bis 1945 in die evangelischen Kirche Tannenberg (polnisch Stębark) in der Kirchenprovinz Ostpreußen der Kirche der Altpreußischen Union, außerdem in die römisch-katholischen Kirche der Stadt Gilgenburg (polnisch Dąbrówno) im Bistum Ermland eingepfarrt.
Heute gehört Marcinkowo katholischerseits zur Pfarrei Stębark (Tannenberg) im jetzigen Erzbistum Ermland sowie evangelischerseits zur Kirche Olsztynek (Hohenstein), einer Filialkirche von Olsztyn (Allenstein) in der Diözese Masuren der Evangelisch-Augsburgischen Kirche in Polen.

## Verkehr
Marcinkow liegt verkehrsgünstig an der Woiwodschaftsstraße 537, die Lubawa (Löbau in Westpreußen) mit Pawłowo (Paulsgut) an der Schnellstraße 7 verbindet. Eine Anbindung an den Bahnverkehr besteht nicht.